# رابرت میلر اندرسون
رابرت میلر اندرسون (انگلیسی: Robert Mailer Anderson؛ زادهٔ ۱۹۶۸ (۵۶–۵۷ سال)) یک نویسنده، فیلم‌نامه‌نویس، و رمان‌نویس اهل ایالات متحده آمریکا است.